# Anomala histrionella
Anomala histrionella är en skalbaggsart som beskrevs av Bates 1888. Anomala histrionella ingår i släktet Anomala och familjen Rutelidae. Inga underarter finns listade i Catalogue of Life.